# Zwicky 8338
Zwicky 8338 è un ammasso di galassie situato nella costellazione di Ercole alla distanza di circa 609 milioni di anni luce dalla Terra.
L'ammasso è stato studiato utilizzando il telescopio spaziale Chandra nello spettro dei raggi X, individuando una coda di gas alla temperatura di dieci milioni di gradi che si intravede alle spalle di CGCG 254-021, una galassia ellittica membro dell'ammasso. Il gas intergalattico dell'ammasso, che ha una temperatura di trenta milioni di gradi, sta in tal modo privando completamente la galassia del suo gas.